# Val do Pereiro
Val do Pereiro es una aldea situada en la parroquia de Campo, del municipio de español de Nogueira de Ramuín, en la provincia de Orense, Galicia.

## Geografía
Está situada a trece kilómetros al norte de la ciudad, y se encuentra flanqueada al noreste por la sierra de Curveira. Forma parte del entorno conocido como Ribeira Sacra. 

## Demografía
| Gráfica de evolución demográfica de Val do Pereiro entre 2000 y 2022 |
|                                                                      |
| Datos según el nomenclátor publicado por el INE.                     |

## Patrimonio
Antes de llegar a Gundiás, nos encontramos con los restos de una fortaleza donde se pueden apreciar las marcas practicadas en la roca para asentar el torreón. Muy próximo, en dirección a 0 Campo, podremos observar un curioso ejemplo de pequeña arquitectura religiosa: un peto de ánimas.
La entrada en el término municipal de Pereiro de Aguiar permite visitar la ermita de San Mamede (siglo XVII) y el Pazo-monasterio denominado "Casa Grande de Bouzas" con las ruinas de la capilla.
El núcleo parroquial de San Miguel do Campo, ya citado en un documento del siglo XIII, cuenta con atractivos elementos arquitectónicos. Una visita posterior nos lleva hasta el castro-fortaleza de A Torre da Cidá, castro sobre el que fue edificada una fortaleza medieval.